# إغريمونت (ماساتشوستس)
إغريمونت (بالإنجليزية: Egremont, Massachusetts) هي بلدة أمريكية تقع في الولايات المتحدة في مقاطعة بيركشاير (ماساتشوستس). يقدر عدد سكانها بـ 1,225 نسمة ومساحتها 49.0 كم2 وترتفع عن سطح البحر 228 متر.